# 엔분
엔분(延文, えんぶん)은 일본 남북조 시대의 연호(元号) 중 하나이다. 북조에서 사용되었다.
- 전후 : 분나(文和) 이후 - 고안(康安) 이전.
- 시기 : 1356년 ~ 1360년
- 천황
  - 북조 : 고코곤 천황
  - 남조 : 고무라카미 천황
- 쇼군 : 무로마치 막부의 아시카가 다카우지, 요시아키라

## 개원(改元)
- 분나 5년 3월 28일(율리우스력 1356년 4월 29일), 개원.
- 엔분 6년 3월 29일(율리우스력 1361년 5월 4일), 고안으로 개원된다.

## 출전
『한서・유림전』의 「延文学儒者数百人」.

## 엔분 시기에 일어난 일
- 3년
  - 10월 : 닛타 요시오키가 무사시 야구치노와타시(矢口渡)에서 모살되다.
  - 10월 : 호소카와 기요우지가 무로마치 막부의 시쓰지(執事)가 되다.
- 4년
  - 4월 : 규슈에서 쇼니 요리나오가 북조측에 귀순한다.
  - 11월 : 간토 시쓰지(関東執事, 간토 간레이)・하타케야마 구니키요가 가마쿠라에서 교토로 돌아와(上洛), 12월에는 요시아키라와 함께 남조 정벌에 가세하다.
- 5년
  - 5월 : 니키 요시나가가 막부 정치에서 실각해 남조측으로 귀순하다.
  - 5월 : 호소카와 기요우지가 가와치 아카사카 성에서 구스노키 마사노리군을 격파하다.

### 죽음
- 2년
  - 7월 : 겐슌 (향년 59세)
  - 10월 : 몬칸 (향년 80세)
- 3년
  - 4월 : 아시카가 다카우지 (향년 54세)
  - 10월 : 닛타 요시오키
- 4년
  - 4월 : 아노 야스코 (고다이고 천황비. 향년 59세)
- 5년
  - 4월 : 도인 긴카타

## 서력과의 대조표
| 엔분 | 원년        | 2년         | 3년         | 4년         | 5년         | 6년         |
| ---- | ----------- | ----------- | ----------- | ----------- | ----------- | ----------- |
| 서력 | 1356년      | 1357년      | 1358년      | 1359년      | 1360년      | 1361년      |
| 남조 | 쇼헤이 11년 | 쇼헤이 12년 | 쇼헤이 13년 | 쇼헤이 14년 | 쇼헤이 15년 | 쇼헤이 16년 |
| 간지 | 병신        | 정유        | 무술        | 기해        | 경자        | 신축        |

## 같이 보기
- 일본의 연호 일람

| 이전 분나 | 일본 북조의 연호 1356년 ~ 1361년 | 다음 고안 |